# Юный безбожник
«Ю́ный безбо́жник» — перформанс российского художника Авдея Тер-Оганьяна, проведённый на выставке «Арт Манеж-98» в московском выставочном зале 4 декабря 1998 года в рамках собственной образовательной программы «Школа современного искусства». По поводу этой акции против него было возбуждено уголовное дело по обвинению в разжигании религиозной вражды, которое было прекращено из-за истечения срока давности.

## Описание перформанса
Незадолго до открытия выставки «Арт-Манеж-98» Тер-Оганьян оповестил знакомых о проведении в Манеже своей акции «Юный безбожник». Художник намеревался вывесить на фоне картин иконы, представляющие собой освящённые репродукции известных икон, которые он приобрёл в магазине «Софрино». По словам куратора выставки Елены Романовой, таким образом он «собирался противопоставить своё видение мира ортодоксальному христианству…».
Вечером 4 декабря, через два часа после открытия выставки, Тер-Оганьян, развесив иконы, объявил собравшимся, что, заплатив по 10—20 рублей, они могут их осквернить. Желающих не нашлось, и тогда авангардист стал сам рубить иконы топором.
На бумажке, пришпиленной к стене рядом с иконами, было написаноː
«Уважаемые ценители современного искусства,

здесь вы можете приобрести замечательный исходный материал для богохульства.

„СПАС НЕРУКОТВОРНЫЙ“ — 200 рублей;

„ВЛАДИМИРСКАЯ БОЖЬЯ МАТЕРЬ“ — 150 рублей;

„СПАС ВСЕДЕРЖИТЕЛЬ“ — 120 рублей.

Галерея предлагает вам следующие услуги:

осквернение приобретенной вами иконы юными безбожниками — 50 рублей;

вы можете осквернить икону лично под руководством юных безбожников — 20 рублей;

вы можете получить консультации для осквернения иконы на дому — 10 рублей.

СПАСИБО ЗА ПОКУПКУ!»
Акцию прекратили охранники Манежа, которых вызвали возмущённые посетители.

## Последствия
Было возбуждено уголовное дело по довольно редкой для России тех времён 1-й части 282-й статьи Уголовного кодекса РФ («возбуждение национальной, расовой или религиозной вражды»). Вначале дело расследовала Хамовническая прокуратура, затем в связи с большим общественным резонансом его потребовала городская прокуратура. Она и довела дело до суда.
Информация о деле Тер-Оганьяна дошла до самого Лужкова, попросившего «разобраться», а Патриарх Московский и всея Руси Алексий II выступил с осуждающим художника заявлением. Выразив удовлетворение работой Мосгорпрокуратуры, Алексий II заявил: «Такие действия являются возмутительными актами вандализма, и их надо решительно пресекать». В защиту А. Тер-Оганьяна выступил председатель Комитета защиты свободы совести священник АПЦ (неканоническое православие русской традиции) Глеб Якунин.
Не дожидаясь вынесения приговора, в сентябре 1999 года Авдей Тер-Оганьян выехал через Украину в Чехию, где получил статус политического беженца.
Кураторы ярмарки «Арт Манеж» Вильям Мейланд и Ксения Богемская в связи с проведением перформанса были уволены.

## Закрытие уголовного дела
Уголовное дело было закрыто в марте 2010 года федеральным судьёй Мариной Сыровой. Мотивировочная часть решения суда не была опубликована, но, по мнению экспертов, дело было скорее всего прекращено из-за истечения срока давности. По иронии судьбы, дело Тер-Оганьяна закрыла федеральный судья, судившая в 2012 году арт-группу Pussy Riot в связи с их акцией в Храме Христа Спасителя.

## Деятели искусства, выступившие в защиту А. Тер-Оганьяна
- Бавильский, Дмитрий Владимирович — писатель, литературовед, критик, журналист.
- Бакштейн, Иосиф Маркович — искусствовед, директор Института проблем современного искусства.
- Витухновская, Алина Александровна — поэт.
- Ерофеев, Андрей Владимирович — искусствовед.
- Кузьмин, Дмитрий Владимирович — поэт, литературный критик, литературовед, издатель.
- Ковалёв, Андрей Алексеевич — арт-критик, историк искусства.
- Кулик, Олег Борисович — художник.
- Макаревич, Игорь Глебович — художник.
- Мизиано, Виктор Александрович — искусствовед, главный редактор «Художественного журнала».
- Миндлин, Михаил Борисович — искусствовед, генеральный директор «Государственного центра современного искусства».
- Орлов, Борис Константинович — художник.
- Осмоловский, Анатолий Феликсович — художник, лауреат «Премии Кандинского» (2007).
- Пригов, Дмитрий Александрович — поэт.
- Рубинштейн, Лев Семёнович — поэт.
- Шабельников, Юрий Леонидович — художник.
- Шабуров, Александр Евгеньевич — художник.

## Цитаты
- «Именно поведенческая рамка делает из сожжения рояля нечто более осмысленное, чем сожжение рояля. Если человек не видит этой рамки, он видит просто сожжение рояля. Без всяких, повторюсь, культурных обертонов. Перформанс Тер-Оганьяна с разрубанием иконы (небось посерьёзнее рояля) происходил не с иконой, а с её репродукцией. Но слишком многие люди не проводят границу даже между предметом и его изображением — например, „православные“ идолопоклонники, которые преследовали Тер-Оганьяна или которые преследуют Ерофеева и Самодурова»[7] — Б. Филановский, OpenSpace.Ru, 2010.
- «В перформансе „безбожник“ главным <же> были попытки работы на новом материале, к которому „герой-авангардист“ (а значит и атеист) применил все формы обработки материала — резал ножом, разрисовывал фломастером, рубил топором. И этот перформанс к церкви никакого отношения не имеет. В данном случае имело место циничное пародирование действий художественного творчества авангардиста-хулигана. Беда данного „героя“ состоит в том, что его автор не подумал о том, как опасно буквально повторять некий акт, которым советское общество занималось 70 лет, и не смог сделать это должным образом радикально, так чтобы буквализация превратилась в крайнюю агрессию»[8] — Юлия Гниренко, 2001.
- «Я против того, чтобы воинствующего хулигана, рубившего топором иконы, называть художником»[9] — Владимир Вигилянский, АртХроника, 2010.